# Carnival Sunrise
Pour les articles homonymes, voir Sunrise.
 (juillet 2010).
Le Carnival Sunrise (anciennement Carnival Triumph) est un bateau de croisière appartenant à la compagnie de croisière Carnival Cruise Lines.
Le Carnival Sunrise est le 2e bateau de la classe Destiny, de la société Carnival Cruise Lines.
Il a officiellement été mis en service en 1999.

## Histoire
Le 21 juin 2005, le Carnival Triumph a été contrôlé par un programme canadien de sécurité et d'hygiène des navires de croisières et a obtenu la note de 95/100.
Le 10 février 2013, lors du 3e jour d'un voyage de 4 jours, un incendie se déclare à bord du Carnival Triumph coupant ainsi l'électricité et mettant les moteurs du navire hors d'usage. Le navire sera remorqué vers Mobile, en Alabama, du 12 février au 14 février 2013. Les conditions sanitaires à bord étaient exécrables : les cabines étaient envahies par les eaux usées et la nourriture se faisait rare. Pour dédommager les 3100 passagers, la compagnie Carnival Cruise Lines a offert à chacun de ceux-ci le remboursement complet de leur voyage, 500 $ ainsi qu'un autre voyage gratuit.
Après l'incident de février 2013 le paquebot a subi d'importants travaux de réparation ainsi que de rénovation. En effet la compagnie a décidé de profiter de l'arrêt technique de son navire afin de mettre en œuvre le concept FUN SHIP 2.0. Le 2 avril 2013 un violent coup de vent a entraîné la rupture de ses amarres alors qu'il était en réparation, sans causer beaucoup de dégâts. Il a repris service en juin 2013. 

## Description
Le Carnival Triumph dispose de garde d'enfants, service blanchisserie, location de smoking, internet café, jacuzzis, infirmerie et service postal.
À l'intérieur des suites, différents services sont fournis, tel que : service de chambre, mini-bar, télévision, réfrigérateur et coffre fort.
Les activités à bord sont nombreuses : comédie spectacles, casino, discothèque, piano-bar, salle de jeux, librairie, bibliothèque, sports et conditionnement physique, spa / salon de fitness, ping-pong, jeu de palet, aérobic, jogging, piscine, basket-ball, volley-ball et golf.

## Itinéraire

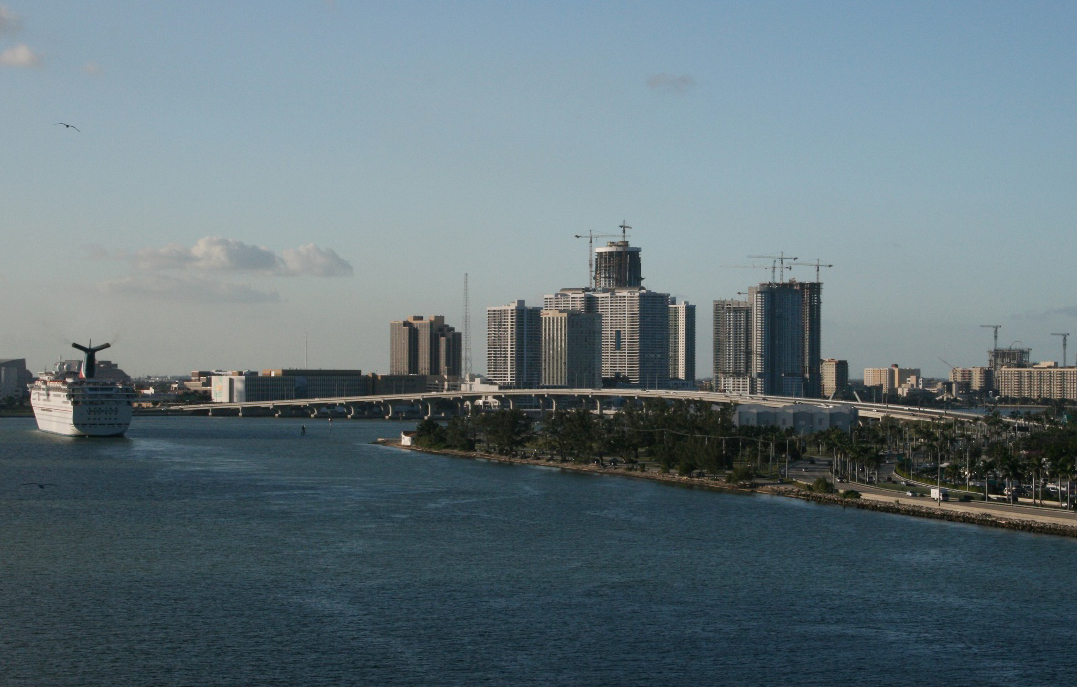
Le port de Miami

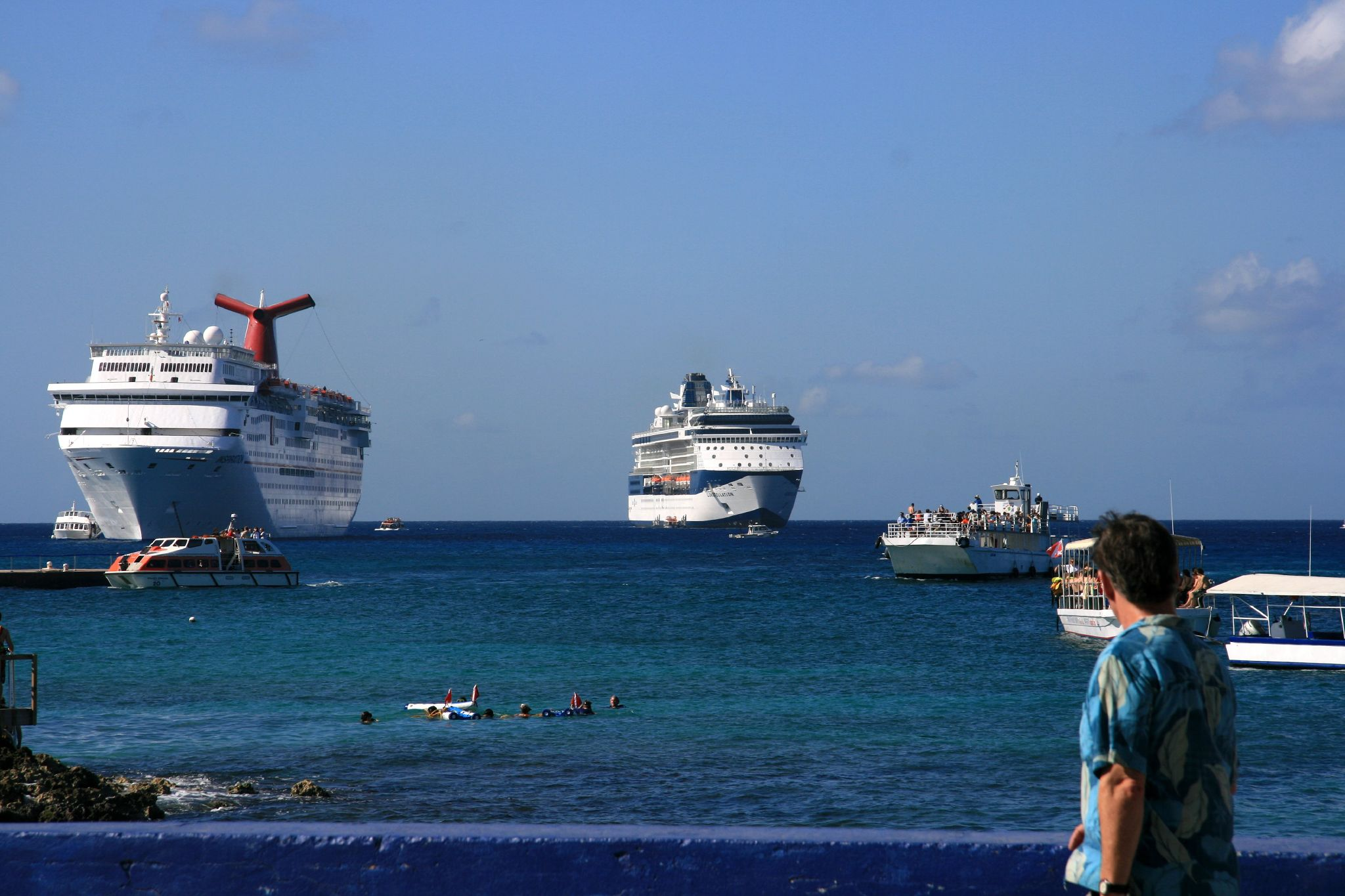
Le port de Grand Cayman

Le Carnival Triumph est basé à Miami en Floride.
Il navigue actuellement sur plusieurs croisières :
|       | Jour 1 | Jour 2 | Jour 3   | Jour 4       | Jour 5       | Jour 6 | Jour 7 |
| ----- | ------ | ------ | -------- | ------------ | ------------ | ------ | ------ |
| Lieux | Miami  | En mer | San Juan | Saint-Thomas | Saint-Martin | En mer | En mer |

|       | Jour 1 | Jour 2 | Jour 3    | Jour 4       | Jour 5 | Jour 6  | Jour 7 |
| ----- | ------ | ------ | --------- | ------------ | ------ | ------- | ------ |
| Lieux | Miami  | En mer | Ocho Rios | Grand Cayman | En mer | Cozumel | En mer |

|       | Jour 1  | Jour 2 | Jour 3 | Jour 4   | Jour 5 | Jour 6  |
| ----- | ------- | ------ | ------ | -------- | ------ | ------- |
| Lieux | Norfolk | En mer | Nassau | Freeport | En mer | Norfolk |

|       | Jour 1   | Jour 2 | Jour 3     | Jour 4 |
| ----- | -------- | ------ | ---------- | ------ |
| Lieux | New York | En mer | Saint John | En mer |

|       | Jour 1              | Jour 2 | Jour 3   | Jour 4   | Jour 5 | Jour 6 | Jour 7 |
| ----- | ------------------- | ------ | -------- | -------- | ------ | ------ | ------ |
| Lieux | La Nouvelle-Orléans | En mer | Key West | Freeport | Nassau | En mer | En mer |

## Ponts
Le Carnival Triumph possède 13 ponts :
- Pont 1 - Riviera
- Pont 2 - Main
- Pont 3 - Lobby
- Pont 4 - Atlantic
- Pont 5 - Promenade
- Pont 6 - Upper
- Pont 7 - Empress
- Pont 8 - Veranda
- Pont 9 - Lido
- Pont 10 - Panorama
- Pont 11 - Spa
- Pont 12 - Sky
- Pont 13 - Sun

### Pont 1 - Riviera
Le pont 1 est principalement constitué de cabines

### Pont 2 - Main
Le pont 2 est également constitué de cabines

### Pont 3 - Lobby
Le pont « Lobby » dispose de :
- Théâtre « Rome », peut accueillir 1 400 personnes.
- Restaurant « London »
- Restaurant « Paris »
- Bureau des excursions
- Cuisine

### Pont 4 - Atlantic
Le pont « Atlantic » dispose de :
- Théâtre « Rome » (Balcon)
- Galerie photo
- Atrium « The capitol »
- Librairie « Washington », peut accueillir 15 personnes.
- Studio photo
- Restaurant « London »
- Internet café, peut accueillir 25 personnes.
- Bar « Oxford »
- Restaurant « Paris »

### Pont 5 - Promenade
Le pont « Promenade » dispose de :
- Théâtre « Rome » (Balvon)
- Atrium « The capitol »
- Magasin « Carnival »
- Bureau des formalités
- Bar « Olympic »
- Club « Monaco »
- Bar « World's »
- Café « Vienna »
- Discothèque « Hollywood », peut accueillir 50 personnes.
- Bar « The big easy »
- Discothèque « Venezia », peut accueillir 40 personnes.
- Club « Rio »

### Pont 9 - Lido
Le pont « Lido » dispose de :
- Piscine « Continent »
- Club « The south beach »
- Pizzeria « Napoli »
- Grille
- Piscine « New world »
- Jacuzzi

### Pont 10 - Panorama
Le pont « Panorama » dispose de :
- Jacuzzi
- Départ du toboggan
- Piscine « Universe »
- Club « The south beach »
- Dôme de la piscine

### Pont 11 - Spa
Le pont « Spa » dispose de :
- Gymnase
- Salle d'aérobic
- Sauna
- Hammam
- Salon de beautés
- Camp Carnival
- Salle de massage
- Piste de jogging

### Pont 12 - Sky
Le pont « Sky » dispose de :
- Circle « c »
- Club O²
- Mini-golf
- Camp carnival

### Pont 13 - Sun
Ce pont est uniquement utilisé pour le départ du toboggan.

## Galerie

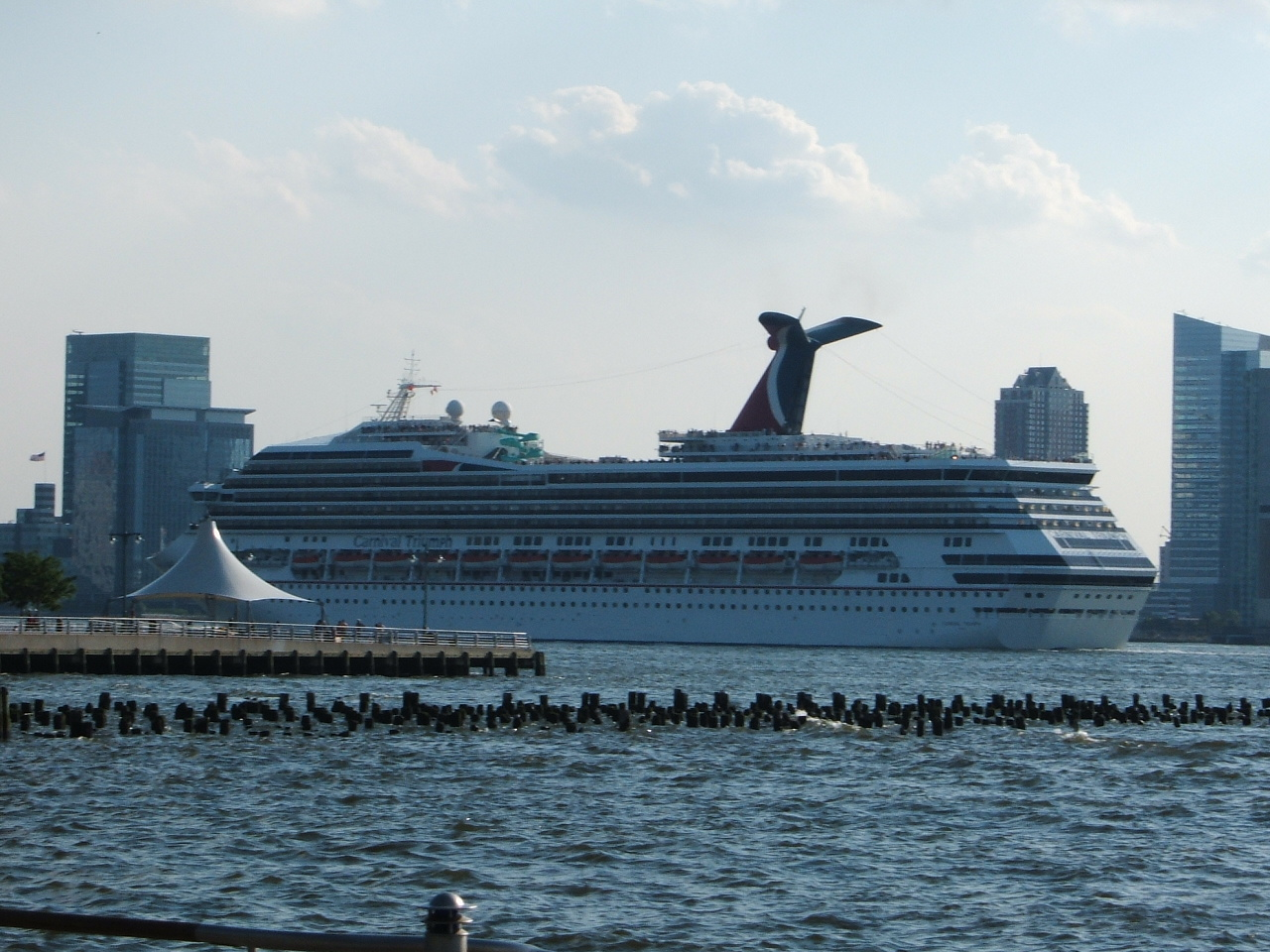
Le Carnival Triumph